# Колекция на Филипи
Колекцията на Филипи представлява колекция от духовнически, религиозни и църковни шапки.

## Колекцията на Филипи
Колекцията на Филипи представлява частна колекция от шапки, събрана от предприемача Дитер Филипи, генерален директор на телекомуникационна компания със седалище в Киркел, провинция Саарланд, Германия.
Колекцията на Филипи се състои от повече от 500 шапки, ползвани от духовни лица и свещеници, принадлежащи към различни религии и духовни общности като Християнство, Ислям, Юдаизъм, Каодаизъм, Шинтоизъм, Будизъм, Сикхизъм, Автокефални църкви, Суфизъм, Анабаптизъм и други.
Също така, колекцията съдържа повече от 100 предмета и аксесоара, ползвани от духовните лица като допълнение към църковното и литургическото им облекло, при официални служби и в ежедневието. Сред тях има екземпляри като обувки на Папата, папски ръкавици, палиуми, нагръдни кръстове, епископски пръстени, папски порцеланови изделия, пояси за католически раса, кардиналски шалчета и други.
Освен по-горе изброените предмети, в колекцията са включени и 52 шнура (плетени от ламени конци, с пискюл), ползвани от католическите свещеници като верижки за нагръдни кръстове. Някои от тези експонати са продукт на трудоемкия процес на ръчна изработка, известен като „Позумент“. В Римокатолическата църква папата, кардиналите и епископите ползват тези шнурове като верижки за окачване и носене на нагръдните кръстове по време на официални церемонии и в ежедневието.

## Местоположение
Към момента, колекцията не е изложена за разглеждане от широката публика. Възможност за разглеждане от заинтересовани лица се предоставя след предварителна уговорка по телефона. Колекцията понастоящем се съхранява в Киркел (област Заарланд, Германия).

## Понятие и Предназначение
Първоначално, шапката се ползва като допълнение към облеклото и с основно предназначение да защитава от студ, слънце и др. външни влияния. С течение на времето, шапката придобива и допълнителната функция да определя човека, който я носи: например шапката може да свидетелства за произхода, статута, професията, принадлежността на собственика си към определена общност, както и за положението му в йерархията в обществото. Освен това и не на последно място, шапките придобиват и декоративна функция.
Шапките за духовни и църковни лица са само една малка част от богатия набор от шапки, които са съществували по различно време на различни места по света, ползвани по различен повод и с определено предназначение. За тези, които са запознати детайлно с модела, вложеното значение и смисъла на употребата на определен вид шапки, е възможно да определят принадлежността и статута на лицето, в зависимост от шапката, която ползва. Като допълнение, някои видове шапки придобиват основното предназначение да служат за украса към облеклото, тъй като са изработени от скъпи, ценни и рядко срещани материали. В днешно време, защитната функция на шапката вече не се счита да е от особена важност.

## Изложби
- от октомври 2010 до юли 2011, Германски музей по хигиена, Дрезден: малка част подбрани експонати от колекцията на Филипи е изложена за разглеждане като част от изложбата „Силата на религията“;
- от март 2011 до април 2011, Централен офис на Спестовната банка, Саарбрюкен.

## Галерия
- Избрани експонати от Колекцията на Филипи
- Калансоа (Kalansoah, Qalansuwah, Kalansawa) – в Коптската православна църква, тази шапка се носи от епископи и свещеници, които са приели обет за монашество
- Пилеолус (zucchetto, pileolus, soli deo), ушит от бяло моаре, е шапка, която носи Папата на Римокатолическата църква
- Сагаварт (Sagharvart) носят протойереите в Арменската апостолическа църква
- Сатурно (Капело Романо) е шапка за католически архиепископи, която е богато украсена с бродирани орнаменти, ръчно изработени със златна усукана фина тел (пружинка)
- Штраймл е шапка за хасиди (евреи) във формата на калпак, която се носи в съботните и празничните дни
- Бирета Kurhessen-Waldeck е шапка, която се носи от протестантските свещеници при изпълнение на ежедневните им задължения извън литургичните церемонии
- Там Куам Мао (Tam Quam Mao) е шапка за кардиналите на Синия клон на Каодаизма
- Пан Зва (Pan Zva) е шапка с дълги уши, която носят учителите на една от основните школи на тибетския будизъм - Нингма.
- Имам Сарик (Imam Sarik) е шапка, която се носи от мюсюлманските имами, най-вече в Египет
- Чифт червени мокасини, ушити от папския обущар Адриан Стефанелли (Новара), които носи Негово Светейшество Папа Бенедикт XVI